# کانتون لیمون ایندانسا
کانتون لیمون ایندانسا (به اسپانیایی: Cantón Limón Indanza) یک منطقهٔ مسکونی در اکوادور است که در Leónidas Plaza واقع شده‌است.

## خصوصیات
کانتون لیمون ایندانسا ۲٫۱۰۱٬۴۲ کیلومترمربع مساحت دارد.